# Mieskuoro Huutajat
Mieskuoro Huutajat (Männerchor Die Rufer) ist ein finnischer Männerchor, mit der Besonderheit, dass die Mitglieder nicht im klassischen Sinne singen, sondern überwiegend rufen, schreien, brüllen oder laut sprechen. 1987 in der nordfinnischen Industriestadt Oulu von etwa 20 Männern, die „offensichtlich nichts Besseres zu tun hatten“, gegründet, hat es der Chor mittlerweile zu internationaler Berühmtheit und Auftritten in aller Welt gebracht. Charakteristisch für die Huutajat sind Krawatten aus schwarzem Gummi zu schwarzen Anzügen und weißen Hemden. Geleitet wird der mittlerweile auf 30 Mitglieder gewachsene Chor von dem Dirigenten und Komponisten Petri Sirviö.
Zunächst thematisierten die Huutajat patriotisches finnisches Liedgut, darunter auch die finnische Nationalhymne. Auf ihrer zweiten EP interpretierten sie dazu vier weitere Nationalhymnen (UdSSR, USA, Norwegen, Schweden) und das Deutschlandlied. Seitdem sind weitere Nationalhymnen und Heimatlieder in verschiedenen Sprachen, der Donauwalzer, europäische Gesetzestexte (z. B. der Vertrag von Amsterdam) und japanische Texte in das Repertoire aufgenommen worden.
Die Darbietungen der Huutajat sind sehr rhythmisch und leben von Akzenten und Betonungen. Es finden Requisiten wie Megaphone, Banner und Ofenrohre Verwendung. In Deutschland war die Formation im Jahr 2000 Gast beim TFF.Rudolstadt und bei dem Festival Kulturarena Jena, in Österreich eröffneten sie 2005 das Donaufestival.
Der finnische Regisseur Mika Ronkainen hat 2003 in seinem Film Screaming Men die Huutajat, ihre Kunst und ihren Humor porträtiert. Der Film war auf mehreren internationalen Filmfestspielen erfolgreich.
Finnland war 2019 das Partnerland beim Bürgerfest des Deutschen Bundespräsidenten. Bei diesem Fest traten die Huutajat bei zwei Konzerten auf.

## Diskografie
- 1988 – Pohjoinen kotimaamme (EP)
- 1990 – Six National Anthems (EP)
- 1994 – H.Y.V.Ä (EP)
- 1998 – 10th Anniversary Concert
- 2001 – H.Y.V.Ä